# Denis Aïrapetian
Denis Aïrapetian est un patineur de vitesse sur piste courte russe.

## Biographie
En 2005, un entraîneur de la ville de Penza invite des élèves de son école à essayer le patinage de vitesse sur piste courte, et Aryapetyan ne s'y plaît pas. Un an plus tard, pour l'événement suivant, il s'intéresse plus au sport, et commence l'entraînement.

## Carrière
Il est médaillé de bronze du relais mixte aux Jeux olympiques de la jeunesse d'hiver de 2012.
Pendant la deuxième manche de la coupe du monde de patinage de vitesse sur piste courte 2017-2018, il arrive 11e au 1000 mètres et au 1500 mètres. Au relais du 5000 mètres, avec Semen Elistratov, Vladimir Grigorev et Viktor Ahn, il prend la cinquième place. À la manche suivante, il est neuvième du 1500 mètres.